# アルチェフスク
- アルチェフスク
- アルチェウシク
- アルチョフスク
- コムナルスク

アルチェフスク (ウクライナ語: Алчевськ、ロシア語: Алчевск) は、ウクライナのルハーンシク州の都市。州都ルハーンシクから南西方向に約40kmの位置にある。人口は106,062人 (2022年) 。アルチェウシク、アルチョフスクとも表記される。

## 歴史
1895年に冶金工場の労働者の町として設立され、ユーリエフカ (宇: Yuryevka) と命名される。1903年、ウクライナ出身の実業家アレクセイ・アルチェフスキーにちなみアルチェフスクと名称が変更された。1931年にはソ連の幹部であるクリメント・ヴォロシーロフにちなみヴォロシーロフスク (宇: Ворошиловськ) と改名。独ソ戦中にはゲシュタポにより刑務所が運営されていた。1961年にはコムナルスク (宇: Комнарськ) と改名する。再びアルチェフスクとなったのはソ連崩壊後の1991年である。2006年には町の水や電気が止まった。2014年、親ロシア派が町を占領し、ルガンスク人民共和国の支配下となった。2022年の、ロシアによるウクライナ4州の併合宣言が行われてからは、ロシアの一都市であると主張している。

## 姉妹都市
- ドゥナウーイヴァーロシュ、ハンガリー
- ドンブロヴァ・グルニチャ、ポーランド